# Manuscritos de hadices
Existen numerosos manuscritos de hadices de los primeros cuatro siglos después de la muerte del profeta Mahoma (632 – 1032 d. C.). El número aumenta drásticamente en los dos siglos siguientes (1032-1232).

## 632-1032CE

### EM. Leiden o. 298
Este es un libro titulado Gharib Al-Hadith. Fue escrito por uno de los primeros erudito islámicos, Abu Ubaid al-Qasim bin Salam (770-838). Hay un manuscrito incompleto de este libro que data del año 252 A.H (866 d. C.). Actualmente se conserva en la Biblioteca de la Universidad de Leiden. 

### Jami' de Ma'mar ibn Rashid
Esta es una de las primeras colecciones de hadices compiladas por el Imam Ma'mar ibn Rashid. Se han encontrado dos manuscritos de este libro en Turquía. Uno de ellos es de Ankara y data del 364 A.H (974 d. C.). Otro está en Estambul. 

### Ar-Risalah
Este libro fue escrito por el primer erudito islámico, Shafi'i . Aunque este no es un libro escrito específicamente en el campo de los hadices, aún contiene docenas de hadices. Hay dos manuscritos de este libro en la Biblioteca Nacional de El Cairo. El primero conocido como el manuscrito de Ibn Jama'ah y el segundo es el manuscrito de Ar-Rabi'. Bernhard Moritz, el orientalista alemán, fecha el manuscrito de Ar-Rabi a mediados del siglo IV d. C., mientras que Ahmad Muhammad Shakir lo fechó poco antes del 270 d. C. (883 d. C.). 

### Sahih Bukhari abreviado
Este es el manuscrito árabe más antiguo conservado en la Biblioteca Nacional de Bulgaria . Fue datado a 407 A.H (1017 d. C.). Contiene los libros 65 al 69 de Sahih Bukhari, pero el libro 65 está incompleto. Se puede ver en línea en el sitio web oficial de la Biblioteca Digital Mundial . 

## 1033-1232 d.C.

### Biblioteca Nacional Al-Assad núm. 9388
Este es un manuscrito de Sahih Muslim del Imam Muslim . Se conservaba en la Biblioteca Nacional Al-Assad en Damasco, Siria, y databa del siglo V d. C./siglo XI d. C. 

### O. 101
Este es un manuscrito de Jami' At-Tirmidhi del Imam Muhammad bin Isa At-Tirmidhi . Data del año 540 A.H y ahora se conserva en la Biblioteca de la Universidad de Leiden. 

## 1233-1432 d.C.

### Copia en Dublín de Sahih Bukhari
Este es un manuscrito de Sahih Bukhari conservado en la Biblioteca Chester Beatty en Dublín, Irlanda (núm. 4176). Fue copiado por Ahmad bin Ali bin Abdul Wahhab en la fina escritura caligráfica naskh y esta datado en el 8 de Muharram de 694 / 28 de noviembre de 1294. 